# ABC Motors

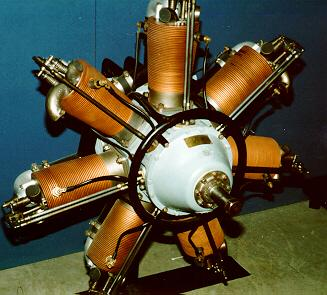
Le célèbre « Wasp », avec ses 7 cylindres en étoile

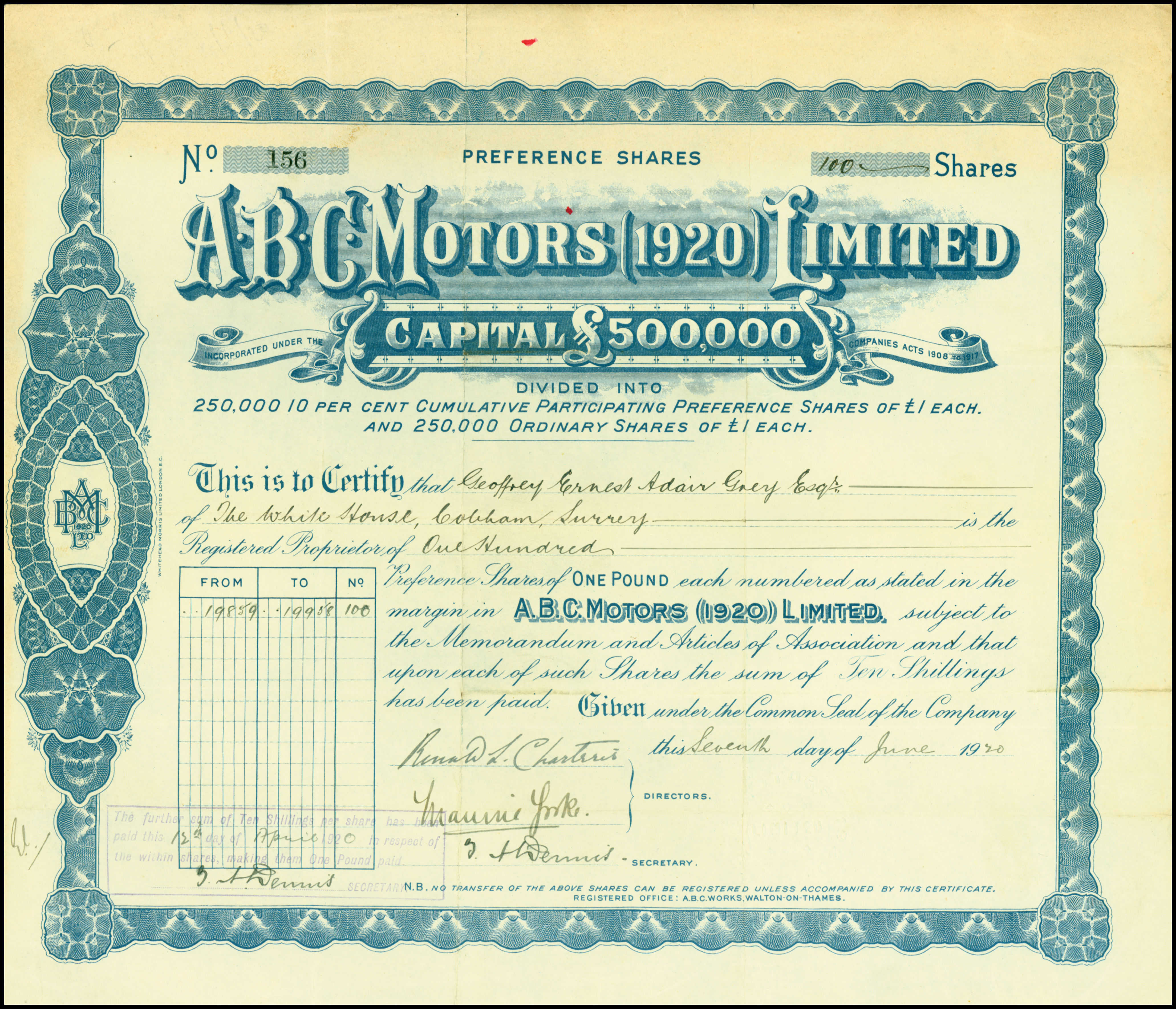
Action de l'A.B.C. Motors (1920) Ltd. en date du 7 juin 1920

All British (Engine) Company fut fondée en 1912 à Hersham (en), Surrey, par Ronald Charteris. Devenue ABC Motors Ltd en 1914, avec pour ingénieur en chef Granville Bradshaw, elle s’installa à Walton-on-Thames et produira durant la guerre des moteurs d’avion et de motocyclettes pour l’armée britannique. En 1919 la firme Sopwith Aviation Company, qui cherchait à diversifier ses activités, acheta ABC Motors. C’est donc au sein de Sopwith Aviation & Engineering Company Ltd, à Kingston-upon-Thames, que fut développé la fameuse motocyclette Sopwith-ABC, qui fut produite sous licence en France entre 1920 et 1924 par Gnome et Rhône.
Sopwith Aviation Company rencontrait alors de grosses difficultés, les ventes d’avions civils ne venant pas compenser la perte des marchés militaires. De plus le gouvernement britannique réclamait aux industriels le remboursement d’une part des bénéfices exceptionnels qu’ils avaient accumulés durant la guerre. Tom Sopwith préféra mettre en liquidation Sopwith Aviation et constituer avec Harry G Hawker une nouvelle société. Il revendit donc ABC Motors Ltd en 1921 au groupe Harper Bean.
Après déménagement pour Hersham (en), Surrey, le motoriste anglais poursuivra ses activités aéronautiques avec un certain succès jusqu’à son absorption par Vickers en 1951. ABC Motors a également construit dans les années 1920 des voitures légères, des motocyclettes et un avion, l'ABC Robin.
ABC Motors est très connu dans le milieu aéronautique pour ses moteurs:
- ABC Dragonfly (en): 9 cylindres en étoile de 300/350 ch, peu fiable mais très répandu
- ABC Gnat (en): 2 cylindres à plat de 45 ch
- ABC Scorpion (en): 2 cylindres à plat de 40 ch
- ABC Wasp: 7 cylindres en étoile de 170 ch